# Fieseler Fi 156 Storch
Fieseler Fi 156 „Storch” („Bocian”) – zaprojektowany w 1935 w zakładach Fieseler samolot rozpoznawczo-łącznikowy typu STOL.

## Projektowanie i konstrukcja
W 1935 Ministerstwo Lotnictwa Rzeszy (Reichsluftfahrtministerium, RLM)  zaprosiło kilka firm lotniczych do składania propozycji projektowych, które miałyby konkurować o kontrakt na produkcję nowego projektu samolotu Luftwaffe, nadającego się do łączności, rozpoznania i ewakuacji medycznej. Spowodowało to, że Messerschmitt Bf 163 i Siebel Si 201 konkurowały z produktem firmy Fieseler. Zaprojektowany przez głównego projektanta Reinholda Mewesa i dyrektora technicznego Ericha Bachema, projekt Fieselera miał znacznie lepsze osiągi podczas krótkiego startu i lądowania („STOL”).
Na przedniej krawędzi skrzydła zamontowano na stałe otwarte sloty, które w współdziałaniu z dużymi klapami skracały drogę startu i lądowania oraz zmniejszały ryzyko przeciągnięcia. Specjalna konstrukcyjna, rzadka dla samolotów lądowych, umożliwiła złożenie skrzydeł Storcha wzdłuż kadłuba w sposób podobny do skrzydeł samolotu torpedowe-bombowego Fairey Swordfish. Pozwoliło to na przewożenie samolotu na przyczepie lub nawet powolne holowanie za pojazdem. Główny zawias składanego skrzydła znajdował się w nasadzie skrzydła, gdzie tylny dźwigar skrzydła stykał się z kabiną. Długie golenie podwozia głównego zawierały amortyzatory olejowo-sprężynowe o skoku 40 cm, umożliwiające samolotowi lądowanie na stosunkowo nierównych powierzchniach. W locie golenie podwozia głównego zwisały, nadając samolotowi wygląd długonogiego, wielkoskrzydłego ptaka, stąd jego przydomek Storch. Przy bardzo niskiej prędkości lądowania Storch często wydawał się lądować pionowo, a nawet do tyłu przy silnym wietrze bezpośrednio z przodu.
Począwszy od wariantu C-2, Fi 156 był wyposażony w pełni przeszklone stanowisko dla ruchomego, strzelającego z tyłu karabinu maszynowego MG 15 7,92 mm do obrony sektora tylnego.
Fi 156 do startu potrzebował dogodnego terenu o długości 65 m, a do lądowania 20 m, w związku z czym mógł swobodnie lądować na szosach, łąkach czy polanach. Ze względu na jego wszechstronność używany przez Rzeszę na wszystkich frontach II wojny światowej.

## Zastosowanie
Storch służył na wszystkich frontach, na których walczyła armia niemiecka, od Arktyki i Norwegii, przez front rosyjski aż po Pustynię Zachodnią, a także w Europie, zarówno w 1940, jak i w latach 1944-45. Był to bardzo wytrzymały samolot - lecąc z prędkością 50-60 km na godzinę ówczesnym myśliwcom bardzo trudno było go strącić, a każdy Storch miał podobno żywotność bojową dziesięć razy dłuższą niż przeciętny Messerschmitt Bf 109!
Storch był używany w bardzo szerokim zakresie i pełnił wiele funkcji, między innymi używany był do korygowania ostrzału artyleryjskiego, rozpoznania, łączności sztabowej, jako powietrzna karetka pogotowia ratunkowego, do ratowania zestrzelonych lotników zza linii wroga (szczególnie cenny w Afryce Północnej, oraz w Rosji), jako samolot do układania kabli oraz w wielu misjach specjalnych. Szczególnie chętnie korzystali z niego dowódcy frontowi i ich sztaby, w tym Albert Kesselring i Erwin Rommel, a po stronie aliantów Bernard Law Montgomery.
Do najsłynniejszych zadań wykonanych przy użyciu tego samolotu należy przeprowadzona 12 września 1943 przez Ottona Skorzenego akcja uwolnienia Benito Mussoliniego, przewiezienie do Berlina gen. Roberta von Greima przez pilotkę Hannę Reitsch.
Fi 156 były eksportowane m.in. do Finlandii i Szwajcarii. Po podpisaniu paktu Ribbentrop-Mołotow jeden egzemplarz przekazano Stalinowi. Antonow próbował podjąć produkcję kopii Storcha jako OKA-38 „Aist” z silnikiem MV-6 (zbudowanym na podstawie Renault 6Q), zanim jednak dostarczono jednostki na front, zakłady zajęli Niemcy. We Francji produkowano Fi-156 w zakładach Morane-Saulnier pod nazwą Criquet jeszcze po wojnie. Ich produkcję podjęto także w Czechosłowacji w zakładach Leichtbau Budweis w Budweis, którą w 1944 przeniesiono do Flugzeugfabrik Mráz w Choceň.
Fieselerów Fi 156 używało polskie lotnictwo wojskowe i cywilne. Egzemplarz wykorzystywany jako samolot sanitarny miał oznaczenia SP-BAS i znajdował się w Poznaniu. Polskie lotnictwo używało 12 sztuk tego samolotu – w tym na pięciu Fi 156 widniały szachownice.
Replika w skali 3/4, Slepcev Storch, produkowana w Serbii przez zakłady Storch Aircraft w kilku wersjach, w tym ultralekkiej (tzw. ultralight).

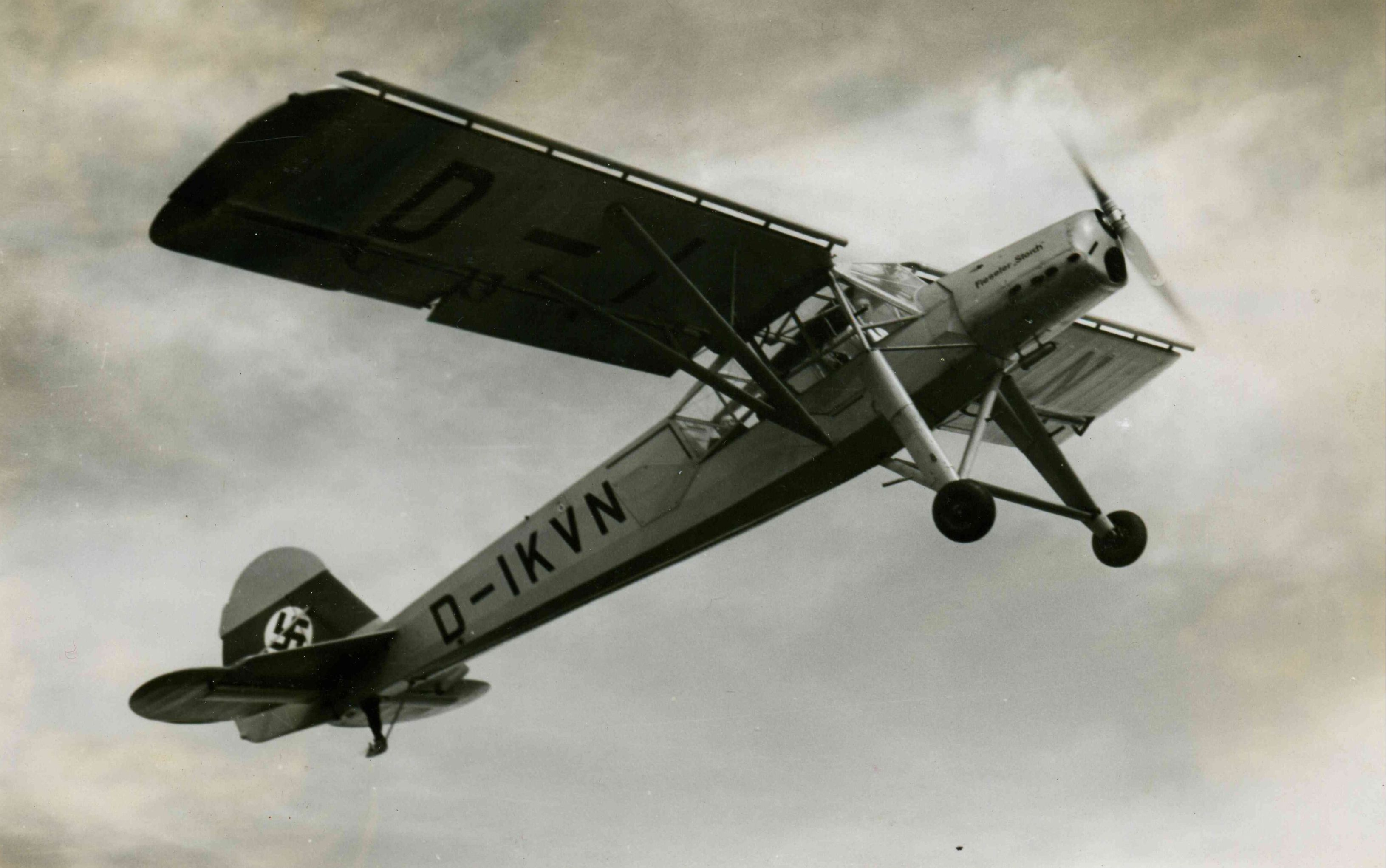
Storch podczas wznoszenia
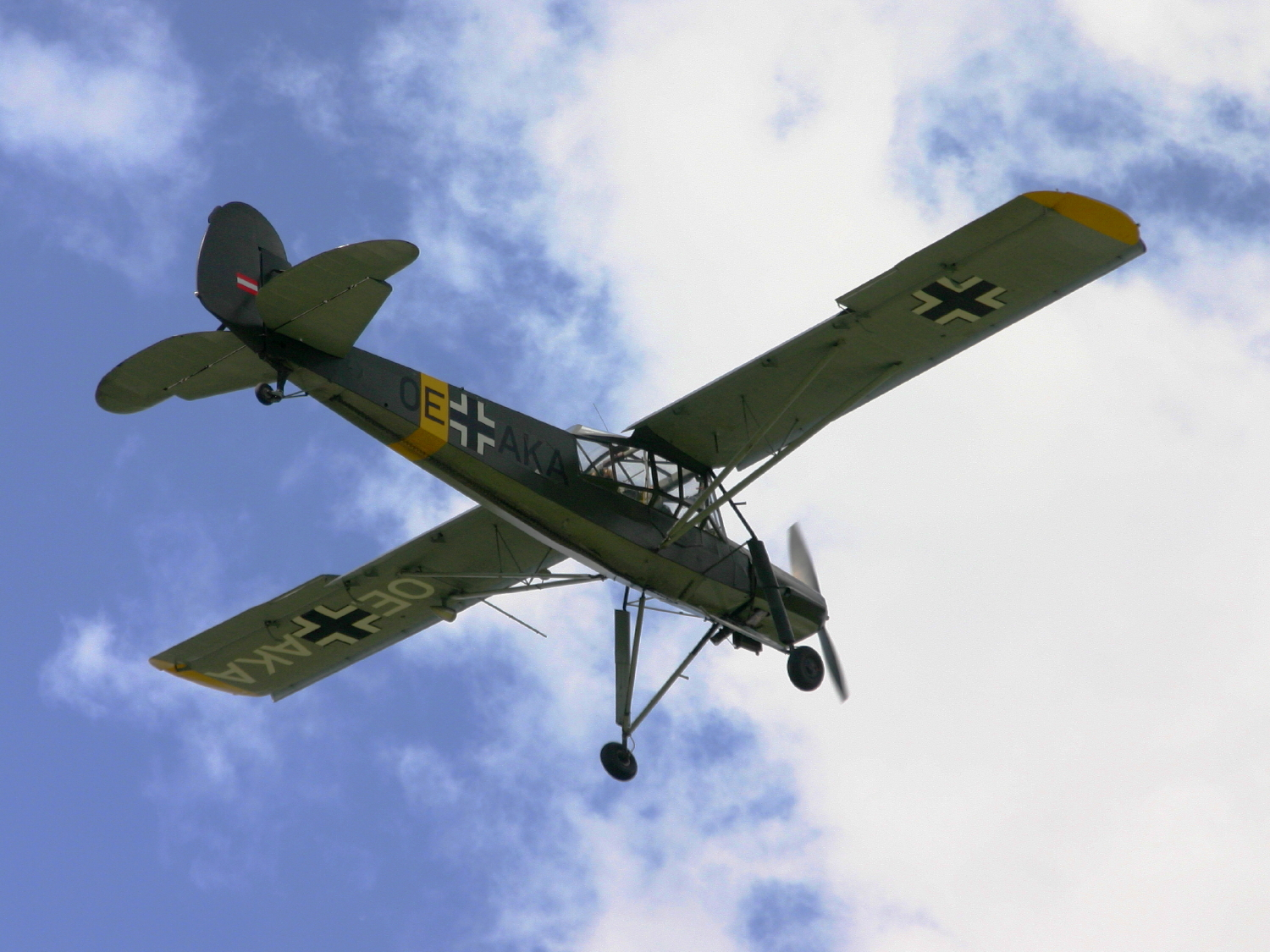
Storch podczas lotu (Kirchheim 2010)
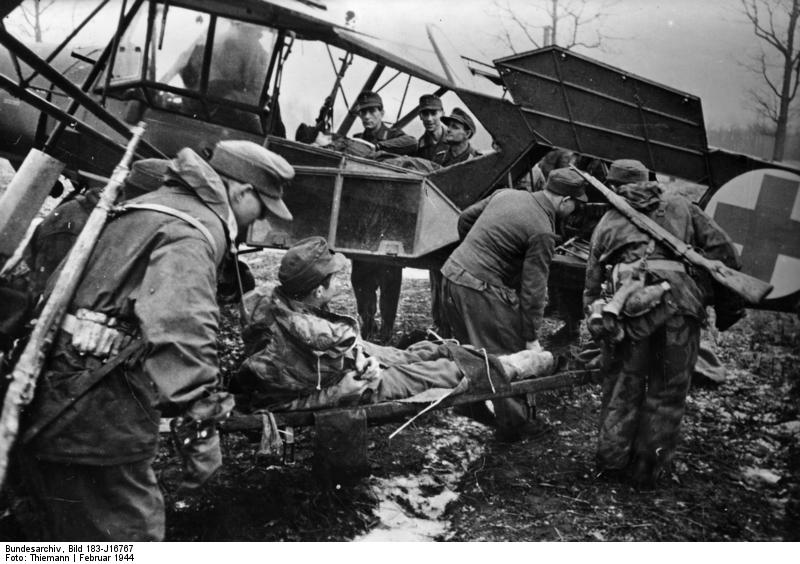
Storch i zabieranie rannego
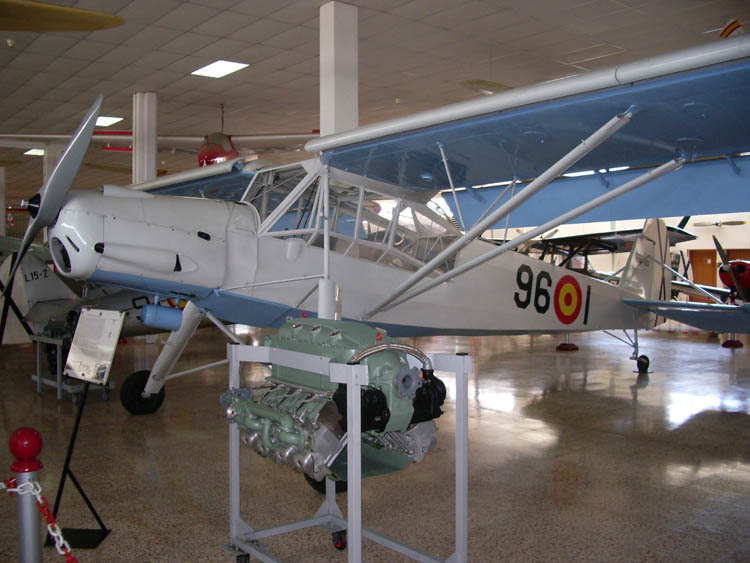
Storch i silnik Argus As 10C
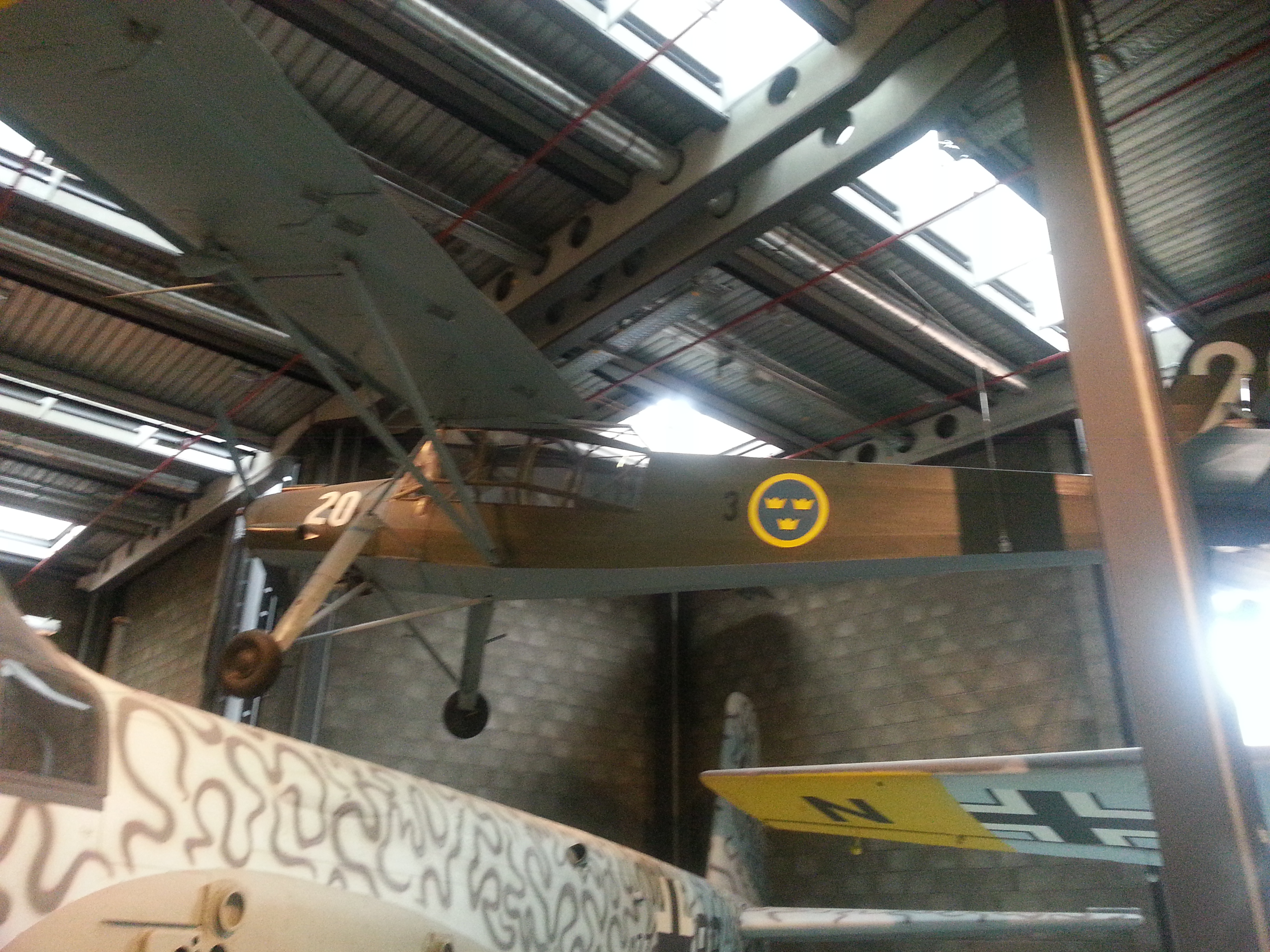
Fieseler Fi 156 w barwach Królestwa Szwecji
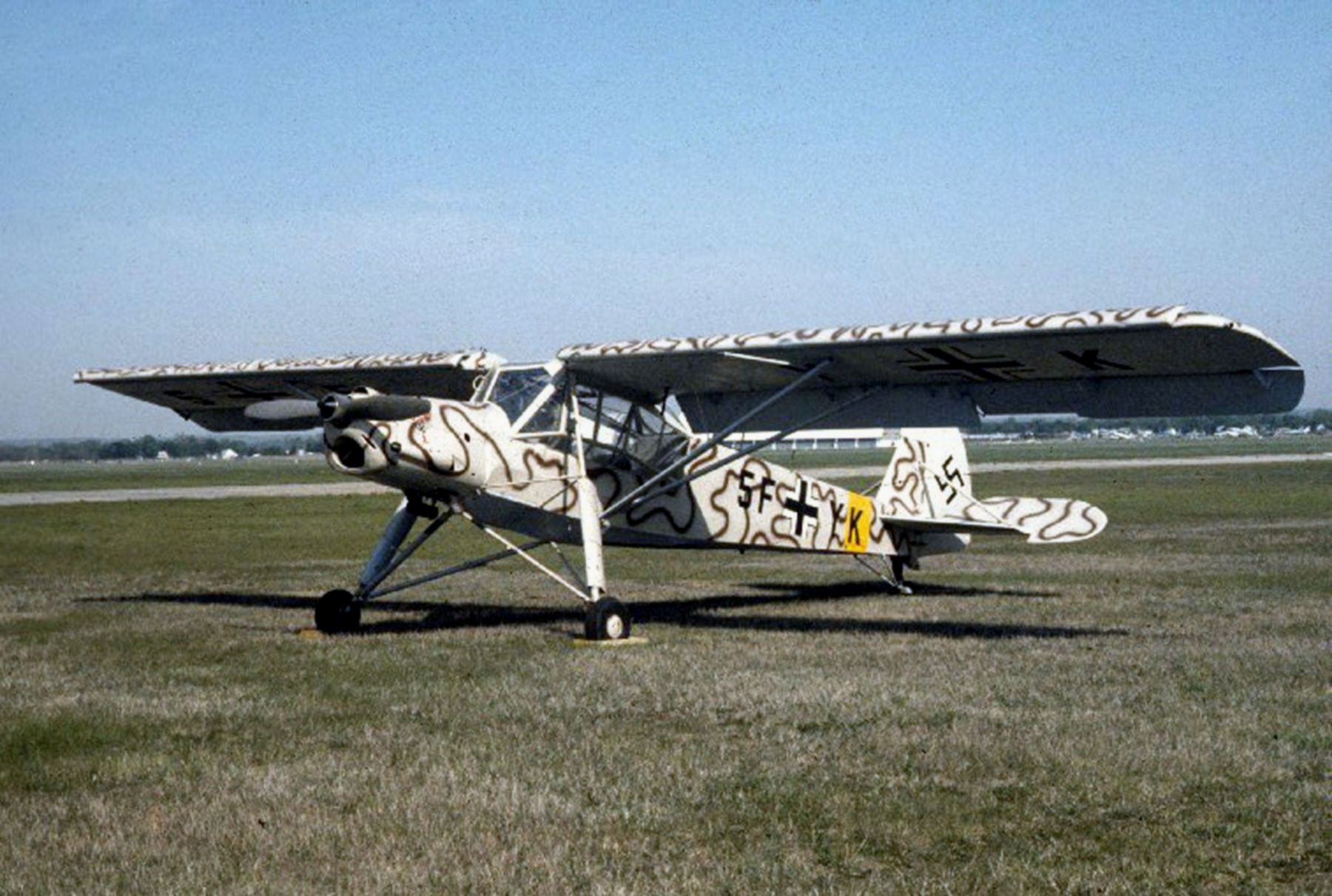
Egzemplarz z National Museum of the U.S. Air Force
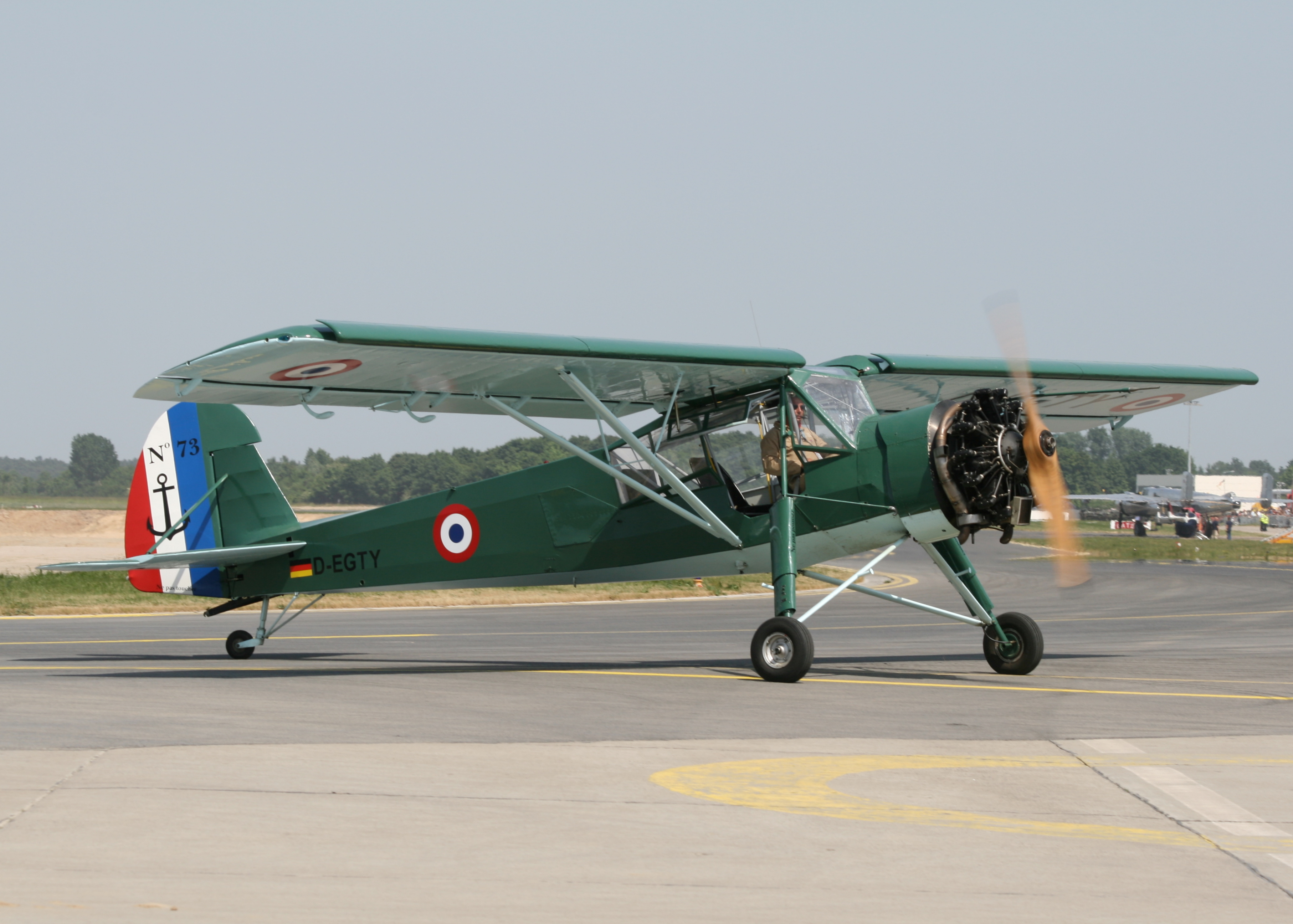
Wersja francuska: Morane MS.505 z gwiazdowym silnikiem Jacobs
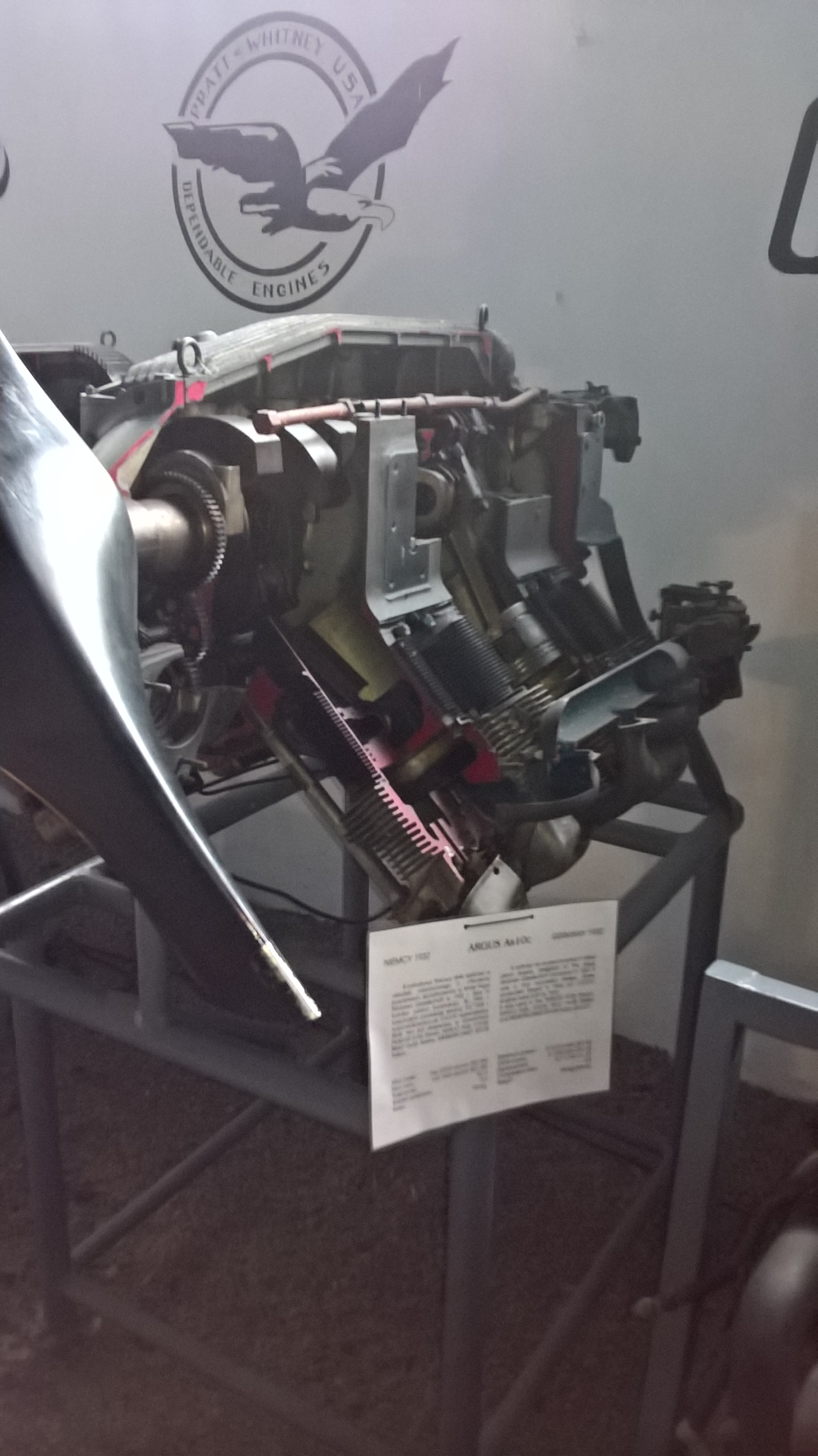
Silnik Argus As-10 eksponowany w MLP w Krakowie

## Zobacz
- Osobny artykuł: Messerschmitt Bf 163.
- Osobny artykuł: Siebel Si 201.